# 粵詞越愛
《粵詞越愛》（Canton Lyrics Lovers）是香港電視娛樂製作的音樂文化節目。
節目由駱振偉及樂隊ToNick主持，黃劍文於第40集起加入主持，介紹香港廣東歌和樂壇發展，同時展現香港社會文化的變遷，並由主持人參與演繹。
因應本節目為牌照規定的特定對象（文化類）自製節目，節目於2016年4月2日隨着ViuTV開始試播而在當日14:30-15:00首播；同年4月8日至9月30日逢星期五19:00-19:30於ViuTV播放，翌日（星期六）14:30-15:00重播；同年10月8日起改為在星期六14:30-15:00播放，至2017年2月25日播出最後一集，整個節目一共48集。

## 每集一覽
| 集數 | 首播日   | 主題               | 歌曲                                                                      |
| 1    | 4月2日   | 口語化粵語歌       | 賭仔自嘆（鄭君綿）,半斤八兩（許冠傑）,T.o.n.i.c.k（ToNick）               |
| 2    | 4月8日   | 用粵語歌重遊香港   | 浪漫九龍城（林一峰）,囍帖街（謝安琪）,燕尾蝶（Shine）                     |
| 3    | 4月15日  | 粵語歌解說香港變化 | 當荃灣愛上柴灣/Fogg（Eric Kwok）,十四座（尹光）,我們的電車上（C AllStar） |
| 4    | 4月22日  | 電視劇主題曲       | 上海灘（葉麗儀）,歲月如歌（陳奕迅）,假如真的再有約會（蔣嘉瑩）            |
| 5    | 4月29日  | 用歌曲描寫偉人     | 加爾各答的天使德蘭修女（鄭秀文）,光輝歲月（Beyond）,畫意（王菀之）        |
| 6    | 5月6日   | 歌曲中遊走三個地方 | 大笪地（尹光）                                                            |
| 7    | 5月13日  | 節日歌             | 碌卡（陳奕迅）                                                            |
| 8    | 5月20日  | 移民               | 獅子山下（羅文）                                                          |
| 9    | 5月27日  | 『情』             | 單車（陳奕迅）                                                            |
| 10   | 6月3日   | 情歌               | 壞女孩（梅艷芳）                                                          |
| 11   | 6月10日  | 電影上的歌曲       | 英雄故事（成龍）                                                          |
| 12   | 6月17日  | 給媽媽的歌         | 世上只有（容祖兒）,真的愛你（Beyond）,Ma Ma I Love You（肥媽）            |
| 13   | 6月24日  | 卡通片歌曲         | 足球小將（張衛健）                                                        |
| 14   | 7月1日   | 廣告歌             | 夏日傾情（黎明）                                                          |
| 15   | 7月8日   | 敏感題材           | 勞斯萊斯（何韻詩）                                                        |
| 16   | 7月15日  | 離別之歌           | 千千闕歌（陳慧嫻）                                                        |
| 17   | 7月22日  | 成熟男士系列       | 陀飛輪（陳奕迅）                                                          |
| 18   | 7月29日  | 男女合唱歌         | 好心好報（方力申&鄧麗欣）                                                 |
| 19   | 8月5日   | 食物飲品盡在歌曲中 | 士多啤梨蘋果橙（Twins)                                                    |
| 20   | 8月12日  | 風                 | 風雲（鄭伊健)                                                             |
| 21   | 8月19日  | 『觀音兵』         | 七友（梁漢文）                                                            |
| 22   | 8月26日  | 動物寫歌詞         | 做馬仔（黃子華）                                                          |
| 23   | 9月2日   | 大自然             | 夕陽無限好（陳奕迅）                                                      |
| 24   | 9月9日   | 寫信               | 奇洛李維斯回信（薛凱琪）                                                  |
| 25   | 9月16日  | 衝出香港           | 情非首爾（李克勤）                                                        |
| 26   | 9月23日  | 雨水的歌曲         | 分手總要在雨天（張學友）,冷雨夜（Beyond）,幾許風雨（羅文）                |
| 27   | 9月30日  | 浪子               | 浪子心聲（許冠傑）,誰明浪子心（王傑）,無賴（鄭中基）                      |
| 28   | 10月8日  | 談世界             | 我的世界末日, （陳奕迅）十二月二十（謝安琪）,步天歌（盧巧音）             |
| 29   | 10月15日 | 黑色               | 黑夜的豹（梅艷芳）,黑擇明（陳奕迅）,黑夜不再來（陳奕迅）                  |
| 30   | 10月22日 | 生病               | 心病（容祖兒）,阿士匹靈（陳奕迅）,身體健康（張衛健）                      |
| 31   | 10月29日 | 靈異題材           | 鬼新娘（傑兒合唱團）,黎明不要來（葉蒨文）,閃靈（楊千嬅）                  |
| 32   | 11月5日  | 花                 | 飛花（李克勤）,櫻花樹下（張敬軒）,白玫瑰（陳奕迅）                        |
| 33   | 11月12日 | 二次創作           | 蝕到空虛（廖偉雄）,聖鬥士星矢(Libido),拖下地（ToNick）                    |
| 34   | 11月19日 | 霑叔的人生觀       | 滄海一聲笑（黃霑）,問我（陳麗斯）,Blessing（張敬軒）                      |
| 35   | 11月26日 | 小人物             | 司機（余文樂）, 午夜麗人（譚詠麟）, 按摩女郎（劉德華）                    |
| 36   | 12月3日  | 火                 | 火焰心（劉德華）,十個救火的少年（達明一派）,冰山大火（梅艷芳）            |
| 37   | 12月10日 | 月亮               | 月半彎（張學友）,月球上的人（陳奕迅）,月半小夜曲（李克勤）                |
| 38   | 12月17日 | 遺憾               | 美中不足（許志安&葉德嫻）,青春常駐（張敬軒）,於心有愧(陳奕迅）            |
| 39   | 12月24日 | 武俠的歌           | 萬水千山縱橫（關正傑）,天蠶變（關正傑）,忘盡心中情（葉振棠）              |
| 40   | 12月31日 | 正能量的歌         | 不再猶豫（Beyond）,勝利雙手創（葉振棠）,撐（ToNick）                      |
| 41   | 1月7日   | 缺憾美             | 高妹（李克勤）,女神（鄭欣宜）,祝君好（張智霖）                            |
| 42   | 1月14日  | 千金               | 千金 (Twins), 天才白痴錢錢錢 (許冠傑), 張飛留俾我 (ToNick)                |
| 43   | 1月21日  | 晨曦               | 海嘯（Soler）,六月飛霜（陳奕迅）,餘震（張敬軒）                           |
| 44   | 1月28日  | 流水               | 似水流年（梅艷芳）,浮生若水（林峯）,落花流水（陳奕迅）                    |
| 45   | 2月4日   | 花心               | 獨自去偷歡（劉德華）,漩渦（黃耀明&彭羚）,無人之境（陳奕迅）               |
| 46   | 2月11日  | 喜宴               | 你的名字我的姓氏（張學友）,小玩意（彭羚）,我的宣言（周柏豪）              |
| 47   | 2月18日  | 表達死亡的廣東歌   | 那邊見（Swing）,怕死（陳奕迅）,最後派對（陳奕迅）                         |
| 48   | 2月25日  | 歌頌廣東歌         | 逆時代曲（高山青龍）,你是八十年代（何韻詩）,薄情歌（C AllStar）           |

## 備註
1. ↑  .   [2016-06-10]. （原始内容存档于2020-04-26）.
2. ↑  .   [2018-03-07]. （原始内容存档于2020-04-26）.
3. ↑  .   [2018-03-07]. （原始内容存档于2020-04-26）.

## 外部連結
- ViuTV - 官方重溫 （页面存档备份，存于）

| 香港 ViuTV 星期六 14:30－15:00                                         | 香港 ViuTV 星期六 14:30－15:00                         | 香港 ViuTV 星期六 14:30－15:00                                   |
| ---------------------------------------------------------------------- | ------------------------------------------------------ | ---------------------------------------------------------------- |
|                                                                        | 粵詞越愛（第1集） （2016年4月2日）                     |                                                                  |
| 頻道試播                                                               | 粵詞越愛（重播） （2016年4月16日－2016年10月1日）      |                                                                  |
| 香港 ViuTV 星期五 19:00－19:30                                         |                                                        |                                                                  |
| 頻道啟播                                                               | 粵詞越愛（第2-27集） （2016年4月8日－2016年9月30日）   | 誘惑（星期一至五 19:00－20:00） （2016年10月3日－2016年11月9日） |
| 香港 ViuTV 星期六 14:30－15:00 · 2017年1月28日 至 2月11日 15:30－16:00 |                                                        |                                                                  |
| 粵詞越愛（重播） （2016年4月16日－2016年10月1日）                      | 粵詞越愛（第28-48集） （2016年10月8日－2017年2月25日） | 香港聖殿 （2017年3月4日－2017年11月25日）                        |